# Prison de Risley
HM Prison Risley
La prison de Risley (en anglais : HM Prison Risley) est une prison britannique pour hommes adultes de catégorie C située dans le district de Risley (en), dans la localité de Warrington, au Cheshire (Angleterre). Elle est gérée par His Majesty's Prison Service.

## Histoire
Risley ouvre en 1964 comme un centre de détention provisoire mixte. En 1990, à côté de ce dernier, une prison de catégorie C est ouverte. En avril 1999, Risley n'accueille plus de femmes. Elle devient entièrement une prison de catégorie C pour hommes adultes en mars 2000.

## Description
La prison comporte des cellules à occupation simple avec toilette, douche et télévision. 
Les prisonniers peuvent travailler à la cuisine, à la lessive, à la conciergerie, aux jardins, au traitement des déchets, à l'atelier de braille et de réparation de vélos. Ils peuvent suivre des cours en peinture et décoration, en menuiserie, en coiffure, en nettoyage industriel et en construction. 
La prison possède également un gymnase ainsi qu'un chapelain.

## Enquêtes
En septembre 2003, une enquête de l'Inspecteur en chef de Sa Majesté (en) critique l'établissement pour sa politique d'intégrer aux autres prisonniers les agresseurs sexuel. Le rapport affirme que ces derniers, ainsi que d'autres types de prisonniers « vulnérables », ne se sentent pas en sécurité et craignent les attaques des autres prisonniers ainsi que l'absence de protection des autorités carcérales en place.
Une autre enquête publiée en juillet 2006 confirme ces résultats et révèle qu'un tiers des prisonniers de l'établissement ne se sentent pas en sécurité, notant « un manque de personnel présent dans les ailes lorsque les cellules sont ouvertes. ».
Une troisième enquête paraît en octobre 2008, critiquant à nouveau Risley, affirmant qu'« une culture de violence et de consommation de drogues dures sévit dans la prison. ». 60 % des prisonniers suspectés de consommer des drogues sont contrôlés positifs et les gangs de détenus sont répandues.